# كيكو دي لا ريكا
كيكو دي لا ريكا (بالإسبانية: Kiko de la Rica)‏ (و. 1965 – م) هو مصور سينمائي من إسبانيا. ولد في بلباو.

## وصلات خارجية
- كيكو دي لا ريكا على موقع IMDb (الإنجليزية)
- كيكو دي لا ريكا على موقع قاعدة بيانات الأفلام العربية
- كيكو دي لا ريكا على موقع ألو سيني (الفرنسية)
- كيكو دي لا ريكا على موقع أول موفي (الإنجليزية)
- كيكو دي لا ريكا على موقع قاعدة بيانات الأفلام السويدية (السويدية)
- كيكو دي لا ريكا على موقع قاعدة بيانات الفيلم (الإنجليزية)
- كيكو دي لا ريكا على موقع كينوبويسك (الروسية)